# Петер, Симоне
Симоне Петер (нем. Simone Peter; род. 3 декабря 1965, Квиршид, ФРГ) — немецкий политик и лоббист. Была одним из двух лидеров партии «Союз 90 / Зелёные» с октября 2013 года по январь 2018 года.
С 2009 по 2012 год — министр окружающей среды, энергетики и транспорта Саара, а с 2012 по 2013 год — член парламента Саара. 8 января 2018 года Петер объявила, что больше не будет баллотироваться на пост федерального председателя. С марта 2018 года Симоне Петер является президентом Федеральной ассоциации по возобновляемым источникам энергии.

## Биография

### Ранняя жизнь
Симоне Петер — дочь Брунгильды Петер и давнего председателя городской ассоциации Диллинджера СДПГ Руди Петера.
Выросла в Диллингене, Саар, окончила там среднюю школу (сегодня называется гимназией Альберта-Швейцера). В 1985 году в Саарском университете изучала микробиологию. По этому предмету она также получила докторскую степень по теме роли гетеротрофного бактериопланктона и планктонной автотрофной нитрификации в кислородном балансе рек Саар и Мозель.

### Карьера
С 2001 по 2004 год Петер была научным сотрудником и главным редактором журнала Solarzeitalter — Politik, Kultur und Ökonomie Erneuerbarer Energien (с нем. — «Солнечный век — политика, культура и экономика возобновляемых источников энергии») в Eurosolar. Затем она помогла создать агентство по возобновляемым источникам энергии в Берлине и была его директором до 2006 года. С 2006 по 2009 год работала менеджером проектов в агентстве.
В феврале 2018 года Федеральная ассоциация по возобновляемым источникам энергии избрала Симоне Петер почётным президентом.

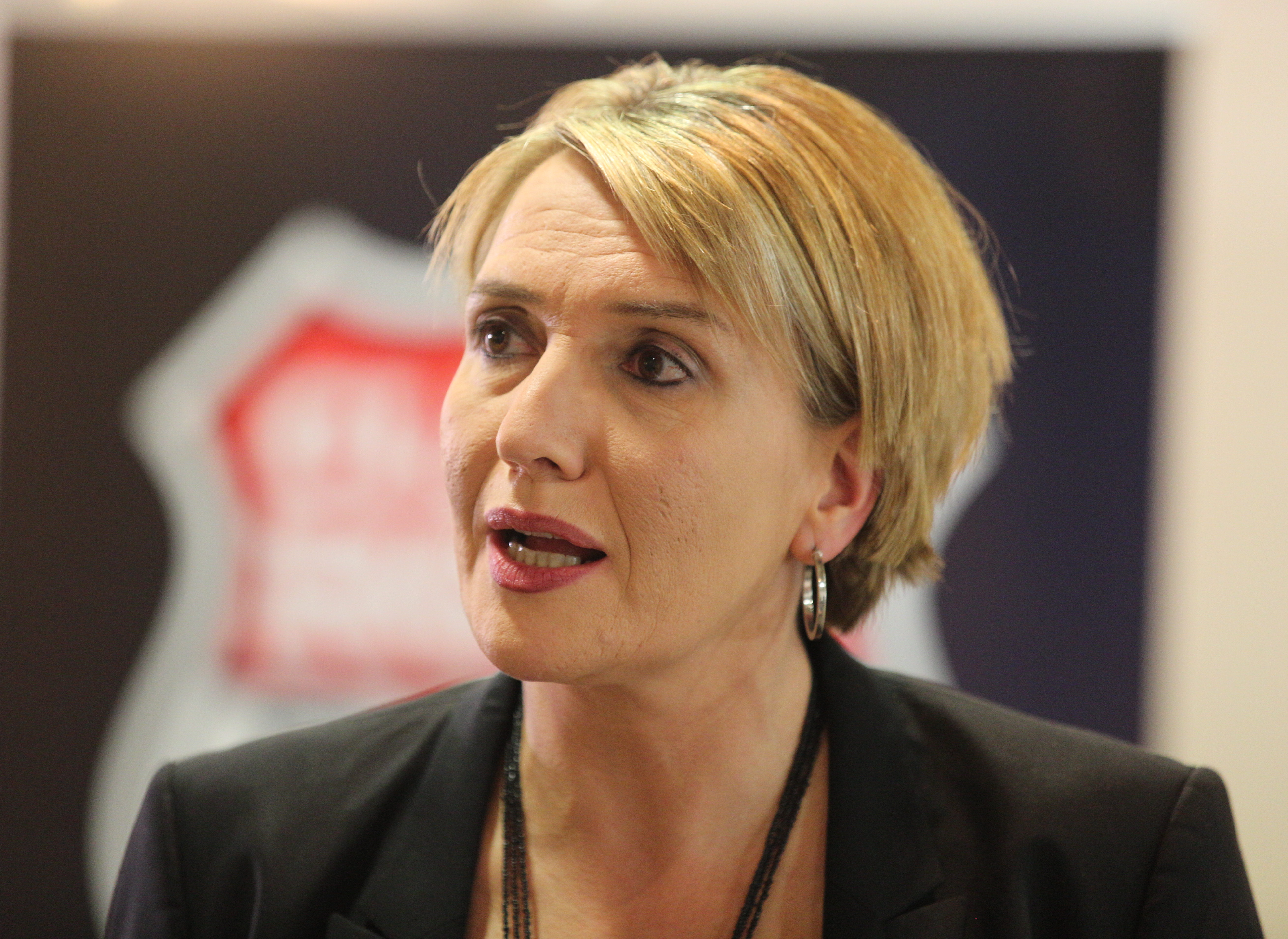
Петер Симоне в 2017 году

### Политическая карьера
С 1999 по 2000 год Петер была представителем энергетической политики регионального исполнительного комитета «Союз 90 / Зелёные в Сааре». С 2003 по 2004 год она была представителем Федеральной рабочей группы по энергетике «Союза 90 / Зелёные».
С 10 ноября 2009 года она была министром окружающей среды, энергетики и транспорта в кабинете Петера Мюллер и кабинете Аннегрет Крамп-Карренбауэр. После провала так называемой «ямайской коалиции» 18 января 2012 года она получила свидетельство об увольнении.
На выборах в Сааре в 2012 году она вошла в парламент Саара как главный кандидат от своей партии. Вместе со своим товарищем по партии Хубертом Ульрихом Симоне Петер сформировала там двухпартийную парламентскую группу, в которой она была заместителем лидера группы и парламентским менеджером.
26 сентября 2013 года Петер объявила, что будет баллотироваться в руководство Партии зелёных. Федеральная конференция делегатов зелёных избрала её 19 октября 2013 года вместе с Джемом Оздемиром, получив 75,9 % голосов «за» и 13 % воздержавшихся. После выборов Петер ушла из ландтага, её преемником стал Клаус Кесслер.
С 2000 по 2009 год Петер была представителем совета директоров ассоциации Energiewende Saarland e.V., членом BUND, NABU, Eurosolar.

## Взгляды

#### Поставки оружия РПК
Касаемо темы «поставок оружия курдам» (чтобы они могли защитить себя от наступающих войск ИГИЛ), Питер сказала: «Мы всегда говорили: мы не должны поддерживать поставки оружия в кризисные районы, мы будем продолжать это делать». Против постав также выступил председатель Партии зелёных Джем Оздемир.

#### Церемония памяти на Вестерплатте 2014
2 сентября 2014 года Петер обвинила федерального президента Германии Йоахима Гаука в недипломатической устной эскалации. На центральном памятном мероприятии на Вестерплатте недалеко от Гданьска по случаю начала нападения на Польшу и Второй мировой войны 75 лет назад накануне она раскритиковала Россию, среди прочего, фразой «только народы, уважающие независимость и самоопределение других, живут в мире со своими соседями».

#### Полицейская операция в канун Нового 2016 года в Кёльне
Вскоре после широкомасштабного превентивного развертывания полиции Кёльна в канун Нового 2016/17 года из-за сексуального насилия в канун Нового года годом ранее Петер сказала, что большое присутствие полиции значительно ограничило количество нападений. Однако, по словам Петер, «вопрос соразмерности и законности возникает, когда в общей сложности почти 1000 человек были проверены по внешнему виду и некоторые из них были арестованы». Кроме того, Петер назвала имя Нафри, использованное полицией Кёльна в Твиттере, «совершенно неприемлемым» и унизительным названием группы.
В комментариях прессы со стороны правительства и оппозиционных политиков, а также её собственной партии критика Петре была отвергнута. Среди прочего, сопартийный лидер Джем Оздемир и председатель парламентской группы зелёных Катрин Геринг-Эккардт дистанцировались от Петер, как и Борис Палмер. Сама Симоне Петер тогда сказала, что она должна была признать, что «фактов в воскресенье было даже меньше, чем после заявления полиции в понедельник», и поблагодарить полицию.

## Личная жизнь
Симона Петер замужем, имеет сына и живёт в Саарбрюккене.

## Награды
В 2015 году была награждена медиа-призом "Золотая утка " на государственной пресс-конференции Саар.